# Boston University

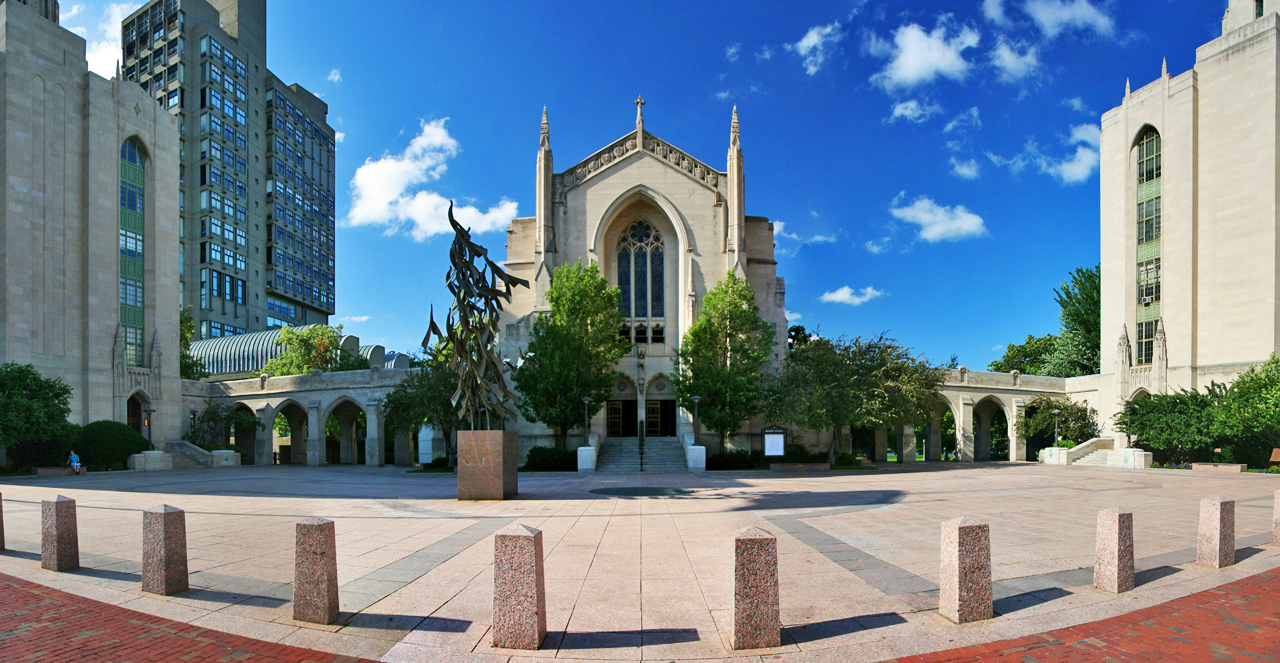
Marsh Plaza auf dem Charles River Campus der Boston University

Die Boston University ist eine Privatuniversität in Boston im US-Bundesstaat Massachusetts; sie gehört zu den größeren Privatuniversitäten in den USA. Sie ist Mitglied der Association of American Universities, einem seit 1900 bestehenden Verbund führender forschungsintensiver nordamerikanischer Universitäten.
Die Universität zählt 7 Nobelpreisträger, einschließlich Martin Luther King (PhD 1955) und Elie Wiesel, 35 Pulitzer-Preisträger, 9 Oscar-Preisträger, sowie Emmy- und Tony-Award-Gewinner unter den Alumni und den Lehrenden.

## Geschichte
Die Boston University wurde als erstes methodistisches Seminar im Jahre 1839 in Newbury, Vermont gegründet. 1847 wurde dieses Seminar nach Concord in New Hampshire verlegt, bevor es 1867 seinen heutigen Platz in Boston fand. Der Namen Boston University wurde 1869 verliehen.

## Studienbedingungen

### Organisatorische Gliederung
Die Boston University besteht aus sechs Colleges und neun Schools. Die bekanntesten sind die Fakultäten für Philosophie, Zahnmedizin, Pädagogik, Rechtswissenschaften, Medizin und Theologie. Die Fakultät für Medizin ist sehr groß und befindet sich auf einem separaten Campus.
Die Boston University ist im Besitz eines weitläufigen Geländes in Lenox (Massachusetts). Dort befindet sich das Groton Place, das als Sommer-Musikschule und für die „Berkshire Country day classes“ genutzt wird. Das Anwesen gehörte zunächst dem 1943 verstorbenen Rechtsanwalt und Kunstsammler Grenville Lindall Winthrop, eines Nachkommen von John Winthrop, der in Lenox und Umgebung mehrere Gebäude hatte restaurieren lassen. Groton Place selber war von dem Architekturbüro Carrère and Hastings entworfen worden. Nach Winthrops Tod erwarb das deutsche Emigrantenehepaar Max und Gertrud Bondy das Anwesen und nutzte es bis 1975 für die von ihnen gegründete Windsor Mountain School.
Es gibt einen Außenstandort in Brüssel, die Boston University Brussels und in Rom, die Boston University Rome.

### Bibliothek
Die Boston University besitzt ein eigenes Universitätstheater und eine sehr große Bibliothek mit dem Namen Mugar Library, die die größte der 16 auf dem Campus befindlichen Bibliotheken ist. Rund 1,9 Millionen Druckbände und weitere 3,1 Millionen Bände auf Mikrofilm befinden sich dort. Das Dokumentationszentrum gehört zur Bibliothek und ist eine Informationszentrale über die beiden amerikanischen Dichter Walt Whitman und Robert Frost. Die Universität besitzt unter anderem persönliche Gegenstände von bekannten Persönlichkeiten, wie zum Beispiel Theodore Roosevelt, Martin Luther King, Bette Davis und Fred Astaire.

## Zahlen zu den Studierenden, den Dozenten und zum Vermögen
Im Herbst 2021 waren 36.104 Studierende an der Boston University eingeschrieben. Davon strebten 18.229 (50,5 %) ihren ersten Studienabschluss an, sie waren also undergraduates. Von diesen waren 58 % weiblich und 22 % männlich; 19 % bezeichneten sich als asiatisch, 4 % als schwarz/afroamerikanisch, 10 % als Hispanic/Latino 34 % als weiß und weitere 22 % kamen aus dem Ausland. 17.875 (49,5 %) arbeiteten auf einen weiteren Abschluss hin, sie waren graduates. Es lehrten 4.019 Dozenten an der Universität, davon 3.007 in Vollzeit und 1.012 in Teilzeit.
2010 waren es 31.800 Studierende.
Der Wert des Stiftungsvermögens der Boston University lag 2022 bei 2,98 Mrd. US-Dollar und damit 12,4 % niedriger als im Jahr 2021, in dem es 3,40 Mrd. US-Dollar betragen hatte (letzteres 40,2 % höher als 2020 mit 2,43 Mrd. $). Damit lag sie 2022 auf dem 46. Platz der vermögendsten Universitäten in den USA und in Kanada (2021: 39. Platz). 2010 war das Vermögen 919 Mio. US-Dollar wert gewesen.

## Sport
Die Sportteams der Boston University sind die BU Terriers. Die Hochschule ist Mitglied in der Patriot League.

## Persönlichkeiten

### Dozenten
- Theodore Antoniou, Dirigent, Professor für Musik
- Isaac Asimov, Schriftsteller, Professor für Chemie
- Alexander Graham Bell, Professor für Sprechtechnik und Physiologie
- Saul Bellow, Nobelpreis für Literatur 1976
- Peter L. Berger, Professor für Soziologie und Theologie
- Norman Dello Joio, Komponist, Professor für Musik
- Lukas Foss, Komponist und Dirigent
- Sheldon Lee Glashow, Nobelpreis für Physik 1979
- Henry Giroux, Professor der Pädagogik
- Ha Jin, Professor für englische Literatur
- Leonid Levin, Professor für Informatik
- Robert Lowell, Professor für englische Literatur (1959)
- Louis Lowy, Professor an der School of Social Work (Etablierung der Systemtheorie als Leittheorie von social work)
- Jaakko Hintikka, Professor für Philosophie der Mathematik
- Osamu Shimomura, Nobelpreis für Chemie 2008
- Whitney Smith, Vexilloge, Professor für Politik
- Eugene Stanley, Professor für Physik, Physiologie, Medizintechnik und Chemie
- Derek Walcott, Nobelpreis für Literatur 1992
- Elie Wiesel, Friedensnobelpreis 1986
- Howard Zinn, Professor für Geschichte

### Absolventen
| Regierung und Politik - William Russell, 1879, ehemaliger Gouverneur von Massachusetts - John L. Bates, 1882, ehemaliger Gouverneur von Massachusetts - Albert O. Brown, 1884, ehemaliger Gouverneur von New Hampshire - William M. Butler, 1884, Politiker - Anna Howard Shaw, 1885, Bürgerrechtsaktivistin und Frauenrechtlerin - Samuel D. Felker, 1887, ehemaliger Gouverneur von New Hampshire - David I. Walsh, 1897, ehemaliger Gouverneur von Massachusetts - Robert W. Upton, 1907, Politiker - Charlotte Moton Hubbard (1911–1994), Regierungsbeamtin und Hochschullehrerin; U.S. deputy assistant secretary of state - Paul A. Dever, 1926, ehemaliger Gouverneur von Massachusetts - J. Howard McGrath, 1929, ehemaliger Gouverneur von Rhode Island und US-Justizminister - Robert Stafford, 1938, Politiker - Thomas J. McIntyre, 1940, Politiker - F. Bradford Morse, Politiker und stellv. UN-Generalsekretär - Louis Wade Sullivan, 1958, US-Gesundheitsminister 1989–1993 - Lincoln Almond, 1962, ehemaliger Gouverneur von Rhode Island - Fred A. Leuchter, 1964, Holocaustleugner - William Cohen, 1965, Verteidigungsminister 1997–2001 - Martin Luther King, 1965, amerikanischer Bürgerrechtler - Gary Locke, 1975, Handelsminister der USA - Judd Gregg, 1975, ehemaliger Gouverneur von New Hampshire - James Franklin Jeffrey, 1977, Botschafter der USA in der Türkei - James C. Marshall, 1977, Politiker - Martha Coakley, 1979, Attorney General von Massachusetts - Robert McDonnell, 1980, Gouverneur von Virginia - Jen Kiggans, 1993, Mitglied des Repräsentantenhaus der Vereinigten Staaten - Keiko Fujimori, 1997, peruanische Politikerin - Jhumpa Lahiri, 1997, Schriftstellerin und Pulitzer-Preis-Gewinnerin 2000 - Giorgi Zereteli, 2005, georgischer Politiker - Alexandria Ocasio-Cortez, 2011, Mitglied des Repräsentantenhaus der Vereinigten Staaten - Keith B. Alexander, Direktor der National Security Agency (NSA) - Fred H. Brown ohne Abschluss, ehemaliger Gouverneur von New Hampshire - Faisal al-Fayiz, jordanischer Premierminister 2003–2005 - Óscar Arias Sánchez ohne Abschluss, Präsident von Costa Rica Schauspieler und Sänger - Elizabeth Holloway Marston, 1918, Mitschöpferin der Comicheldin Wonder Woman - Harold Russell, 1949, Schauspieler - Craig Bierko, 1982, Schauspieler - John Cazale, 1956, Schauspieler - Don Ellis, 1956, Jazz-Musiker - Olympia Dukakis, 1957, Schauspielerin - Paul Michael Glaser, 1967, Schauspieler - Geena Davis, 1979, Schauspielerin - David E. Kelley, 1982, Fernseh- und Filmproduzent - Julianne Moore, 1983, Schauspielerin - Erica Leerhsen, 1998, Schauspielerin - Ginnifer Goodwin, 2001, Schauspielerin - Ashley Williams, 2001, Schauspielerin - Janet Marie Chvatal, 1986, Sängerin - Michael Chiklis, Schauspieler - Emily Deschanel, Schauspielerin - David Garrison, Schauspieler - Jason Alexander ohne Abschluss, Schauspieler - Joan Baez ohne Abschluss, Folk-Sängerin - Abhishek Bachchan ohne Abschluss, indischer Schauspieler - Bill Duke, Schauspieler - Faye Dunaway, ohne Abschluss, Schauspielerin - Charles Farrell ohne Abschluss, Schauspieler - Florian David Fitz, 1998, Schauspieler | - Bruce Feirstein, Drehbuchautor - Norman Greenbaum, Songschreiber und Sänger - Mariel Hemingway, Schauspielerin - Kim Yoon-jin, Schauspielerin - James Kyson Lee, Schauspieler - Rosie O’Donnell ohne Abschluss, Schauspielerin, Moderatorin und Fernsehproduzentin - Linda Park, 2000, Schauspielerin - Peter Paige, Schauspieler - Ethan Phillips, Schauspieler - Kim Raver, Schauspielerin - Anthony Ruivivar, Schauspieler - Marisa Tomei, ohne Abschluss, Schauspielerin - Alfre Woodard, Schauspielerin - Psy (Park Jae-sang), Sänger Medien - Carl Mydans, 1930, Fotograf - Christine Chubbuck, 1965, Nachrichtensprecherin - Bill O’Reilly, 1975, Fernsehmoderator - Howard Stern 1979, Talkradio-Moderator - Anthony Radziwill, 1982, Filmemacher Literatur - William Ellery Leonard, 1898, Literaturwissenschaftler, Schriftsteller und Dichter - Hal Clement, 1946, Science-Fiction-Schriftsteller - Richard Lourie, 1960, Schriftsteller und Übersetzer - Nicholas Gage, 1963, Buchautor und Enthüllungsjournalist - John Perkins, 1968, politischer Aktivist und Schriftsteller - Robert B. Parker, 1972, Schriftsteller - Kim Stanley Robinson, 1975, Science-Fiction-Autor - Neal Stephenson, 1981, Science-Fiction-Autor - Stewart O’Nan, 1983, Schriftsteller - David Grann, 1994, Journalist und Schriftsteller - Norman Vincent Peale, Pfarrer und Autor - Anne Sexton, Dichterin Wirtschaft - David Edgerton, Mitgründer von Burger King - James McLamore, Mitgründer von Burger King - Yat Siu, Angel Investor und Gründer von Animoca Brands Sport - Tony Amonte 1991, Eishockeyspieler - Rocco Benetton, italienischer Manager und Unternehmer - Nick Bonino, Eishockeyspieler - Thomas Burke, Olympiasieger 1896 - Butch Byrd, American-Football-Spieler - Alex Chiasson, Eishockeyspieler - Mickey Cochrane, Baseballspieler und -manager - Chris Connolly 2012, Eishockeyspieler - Charlie Coyle, Eishockeyspieler - Jim Craig, Eishockeyspieler, Olympiasieger Miracle on Ice - John Cullen 1987, Eishockeyspieler - Rick DiPietro, Eishockeyspieler - Andy Dorman, englischer Fußballspieler - Chris Drury 1998, Eishockeyspieler - Tom Dwan ohne Abschluss, Pokerspieler - Jack Eichel ohne Abschluss, Eishockeyspieler - Mike Eruzione, Eishockeyspieler, Olympiasieger Miracle on Ice - Dante Fabbro, Eishockeyspieler - Joel Farabee, Eishockeyspieler - Jordan Greenway, Eishockeyspieler - Mike Grier 1996, Eishockeyspieler - Matt Grzelcyk, Eishockeyspieler - Clayton Keller, Eishockeyspieler - Charlie McAvoy, Eishockeyspieler - Rick Meagher 1977, Eishockeyspieler - Freddy Meyer 2003, Eishockeyspieler - Matt Nieto, Eishockeyspieler - Jay Pandolfo 1996, Eishockeyspieler - Tom Poti 1998, Eishockeyspieler - David Quinn 1987, Eishockeyspieler und -trainer - Evan Rodrigues, Eishockeyspieler - Travis Roy 2000, Eishockeyspieler - Tyler Seguin, Eishockeyspieler - Kevin Shattenkirk, Eishockeyspieler - Dave Silk 1979, Eishockeyspieler, Olympiasieger Miracle on Ice - Mike Sullivan 1990, Eishockeyspieler und -trainer - John Thomas, Hochspringer - Brady Tkachuk, Eishockeyspieler - Keith Tkachuk 1991, Eishockeyspieler - Ryan Whitney 2004, Eishockeyspieler - Colin Wilson, Eishockeyspieler - Scott Young 1987, Eishockeyspieler Sonstige - Carolyn Bessette-Kennedy 1988, Ehefrau von John F. Kennedy Jr. - Richard Cohen, Psychotherapeut - Tipper Gore, 1970, Ehefrau von Al Gore - Louise A. Tilly, 1955, Historikerin und Hochschullehrerin - David K. Wyatt, 1960, Historiker (Thaiistik) |